# Lecanora flavovirens
Lecanora flavovirens är en lavart som beskrevs av Fée. Lecanora flavovirens ingår i släktet Lecanora och familjen Lecanoraceae.   Inga underarter finns listade i Catalogue of Life.